# تنگه‌های ترکیه

نقشه‌ای که مکان تنگه‌های ترکیه را نشان می‌دهد: تنگه بسفر با رنگ سرخ و تنگه داردانل به رنگ زرد

تنگه‌های ترکیه (به ترکی استانبولی: Türk Boğazları) دو راه آبی مهم بین‌المللی در شمال غربی ترکیه هستند. این تنگه‌ها مجموعه‌ای از گذرگاه‌های بین‌المللی را ایجاد می‌کنند که دریای اژه و مدیترانه را به دریای سیاه وصل می‌کنند. هر دو تنگه در دریای مرمره هستند و شامل تنگه بسفر و داردانل می‌شوند. تنگه‌ها و دریای مرمره بخشی از قلمرو دریایی ترکیه است و تابع قانون آب‌های داخلی است.

تنگه‌های ترکیه به‌طور مرسوم در اوراسیا قرار دارند و مرز بین اروپا و آسیا محسوب شده و همچنین خط تقسیم‌کننده بین آناتولی و تراکیه شرقی در نظر گرفته شده‌اند. تنگه‌های ترکیه به دلیل اهمیت راهبردی خود در تجارت بین‌المللی، سیاست و جنگ نقش مهمی در تاریخ اروپا و جهان ایفا کرده‌اند. تنگه‌ها از سال ۱۹۳۶ مطابق با پیمان مونترو اداره می‌شوند.

## جغرافیا
به عنوان یک راه آبی تنگه‌های ترکیه دریاهای مختلفی را در امتداد مدیترانه شرقی، بالکان، خاور نزدیک و اوراسیا به هم وصل می‌کنند. به‌طور خاص تنگه‌ها باعث می‌شوند تا از طریق دریای سیاه از تمام مسیرها به دریای اژه و مدیترانه و از طریق تنگه جبل‌الطارق به اقیانوس اطلس و از طریق کانال سوئز به اقیانوس هند ارتباط دریایی داشته باشند. وجود این تنگه‌ها برای تجارت کالاهای روسیه بسیار حیاتی است.

تنگه‌های ترکیه از آبراه‌های زیر تشکیل شده‌است:
- تنگه بسفر ((به ترکی استانبولی: Boğaziçi یا İstanbul Boğazı) به معنی تنگه استانبول) با حدود ۳۰ کیلومتر (۱۹ مایل) طول و تنها ۷۰۰ متر (۲٬۳۰۰ فوت) عرض دریای مرمره را با دریای سیاه در شمال متصل می‌کند. این تنگه با عبور از شهر استانبول این شهر را تبدیل به شهری در دو قاره می‌کند. سه پل مغلق بر روی این تنگه شامل پل بسفر، پل سلطان محمد فاتح و پل سلطان سلیم یاووز می‌شود.[۴]
- تنگه داردانل ((به ترکی استانبولی: Çanakkale Boğazı) به معنی تنگه چناق‌قلعه) با ۶۸ کیلومتر (۴۲ مایل) طول و ۱٫۲ کیلومتر (۰٫۷۵ مایل) عرض دریای مرمره را با دریای مدیترانه در جنوب غربی در نزدیکی شهر چناق‌قلعه متصل می‌کند. در اروپای دوران قدیم این تنگه با نام هِلِسپُنت شناخته می‌شد. این تنگه و شبه جزیره گالیپولی محل نبرد گالیپولی در طول جنگ جهانی اول بودند. در حال حاضر هیچ پلی بر روی این تنگه وجود ندارد ولی در آینده برنامه‌ای برای احداث پل معلق در این تنگه انجام شده‌است.[۵]

تحولات فعالیت‌های اقتصادی بوم‌سازگان دریایی از جمله دلفین بومی و گرازماهی بندر را تهدید می‌کند.